# K.G.Krishnapura, Magadi
K.G.Krishnapura là một làng thuộc tehsil Magadi, huyện Ramanagara, bang Karnataka, Ấn Độ.